# Ronald Gamarra
Ronald Álex Gamarra Herrera (Lima, 10 dicembre 1958) è un avvocato e politico peruviano.
È stato il Segretario Esecutivo del Coordinatore Nazionale dei Diritti Umani in Perù, dal 2007 al 2010.
Prominente giurista, Ronald Gamarra rappresentato famiglie delle vittime di Barrios Altos e La Cantuta nel processo contro Alberto Fujimori, ex presidente peruviano condannato a 25 anni di carcere per i delitti di lesa umanità o crimini di Stato. È stato proposto come un esperto internazionale nel processo del giudice Baltasar Garzón con la Corte di Spagna.
Durante il governo di Alejandro Toledo, Gamarra Herrera è stato il Procuratore Speciale, incaricato d'investigare la corruzione giudiziaria del “sistema Vladimiro Montesinos” della dittatura fujimorista. Attualmente è professore della Facoltà di Giurisprudenza presso l'Universidad Nacional Mayor de San Marcos.